# Theridion egyptium
Theridion egyptium är en spindelart som beskrevs av Fawzy och El Erksousy 2002. Theridion egyptium ingår i släktet Theridion och familjen klotspindlar.
Artens utbredningsområde är Egypten. Inga underarter finns listade i Catalogue of Life.